# Трое — это компания
«Трое — это компания» (англ. Three’s Company) — длительный американский комедийный телесериал, который транслировался на канале ABC с 15 марта 1977 года по 18 сентября 1984 года. Сериал был основан на британском шоу 1973-76 годов и рассказывал о троих молодых людях, которые жили в одной квартире над взрослой парой сверху.
Главные роли в шоу сыграли Джон Риттер, Сьюзан Сомерс и Джойс Девитт. За свою историю актёрский состав менялся несколько раз. Сьюзан Сомерс покинула шоу после пяти сезонов, после того как её требования по значительному повышению гонорара за эпизод не были выполнены. Её вскоре заменила Дженили Харрисон, сыгравшая схожего персонажа, а её в свою очередь Присцилла Барнс в 6-8 сезонах. В свою очередь Норман Фелл и Одра Линдли были выписаны из шоу после трех сезонов и их герои, арендодатели жилью центральным персонажам, продолжили существование в спин-оффе сериала — «Роперы», который был закрыт после двух сезонов.
Проект был крайне успешен в рейтингах и с 1977 по 1980 год занимал вторую строчку в годовой рейтинговой таблице самых смотримых программ со средней аудиторией более двадцати миллионов за эпизод. Рейтинги резко пошли вниз после ухода Сьюзан Сомерс, главной звезды шоу, и к последнему году жизни сериал выбыл из Топ 30.
Несмотря на успех у зрителя сериал часто подвергался насмешкам и получал негативные отзывы от критиков, консервативных преподавателей и религиозных организаций за свои сексуальные мотивы. Сериал стартовал на волне успеха шоу «Ангелы Чарли» и эксплуатировал в рекламной кампании лозунг «Секс и телевидение», ставя в центр сексуальное напряжение между главными героями, а Сьюзан Сомерс быстро стала секс-символом уровня Фэрры Фосетт. Однако, несмотря на негативные отзывы, в 1978 году шоу номинировалось на премию «Эмми» за лучший комедийный сериал, а Джон Риттер в 1984 году получил «Эмми» за лучшую мужскую роль в комедийном телесериале. В 1979 году Норман Фелл выиграл «Золотой глобус» за лучшую мужскую роль второго плана — мини-сериал, телесериал или телефильм, а в 1984 Риттер получил «Золотой глобус» за лучшую мужскую роль в телевизионном сериале — комедия или мюзикл. В 1979 и 1984 годах сериал получал премию «Выбор народа» в категории «Любимое телешоу».